# Norma Supermarkt
Norma is een Duitse discountwinkelketen met voornamelijk levensmiddelen, bestaande uit 1400 winkels in Duitsland, Frankrijk, Oostenrijk en Tsjechië.
De winkels worden vanuit 16 regionale operationele units bediend, met een eigen, autonome verkooporganisatie en logistiek, ondersteund door regionale ontwikkelings- en administratieve diensten. De inkoop is per land georganiseerd en wordt vanuit de centrale aankoopafdeling in Fürth bij Neurenberg gecoördineerd.

## Geschiedenis
Norma is ontstaan uit de reeds in 1921 gestichte onderneming "Georg Roth". De eerste winkels onder de naam Norma (- Markt) werden vanaf 1964 in Zuid-Duitsland geopend. Vanaf het einde van de jaren 80, ten tijde van de Duitse hereniging, werden nieuwe gebieden ontsloten in het voormalige Oost-Duitsland, in Noordrijn-Westfalen, Frankrijk, de Tsjechische Republiek en, sinds begin 2005, Oostenrijk.

## Ondernemingsfilosofie
Het motto van Norma is: " hoge kwaliteit aan lage prijzen " en " veel méér voor uw geld "
Norma concentreert zich op het wezenlijke, centrale thema in de discountfilosofie. Het heeft een beperkt assortiment van ongeveer 800 kwaliteitsproducten voor het dagelijks gebruik.

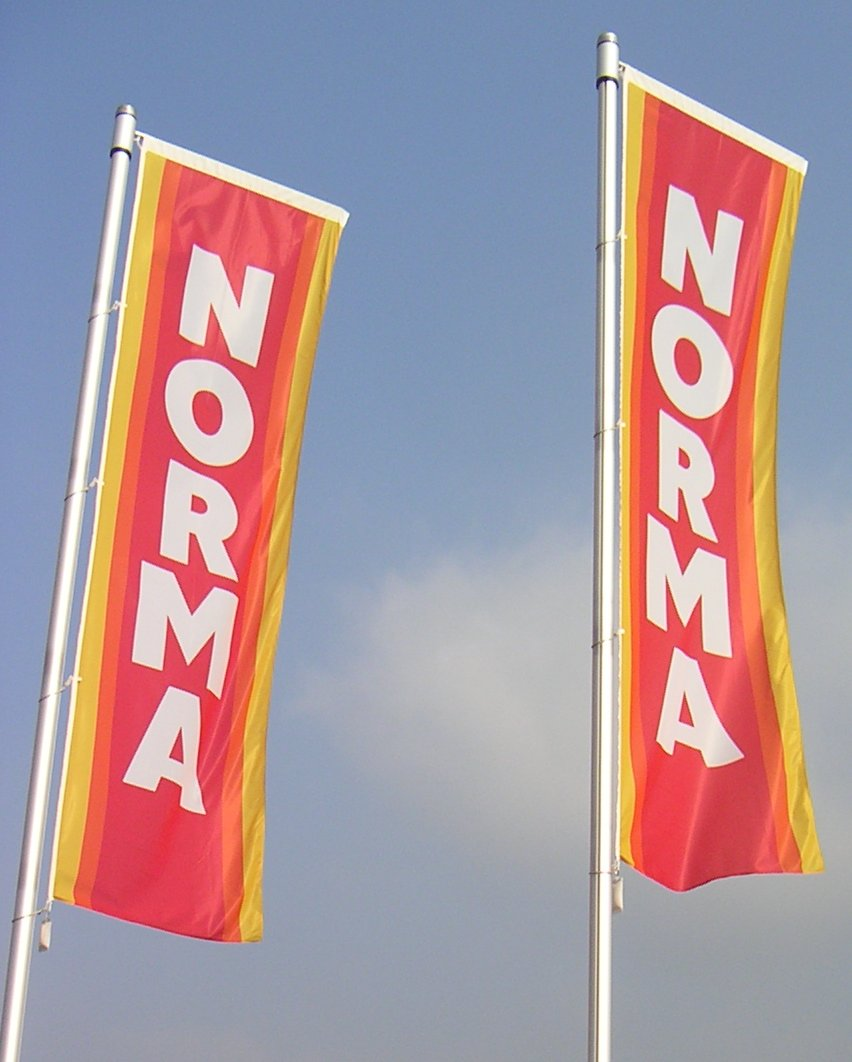
Norma